# Hyaena
Hyaena és un gènere format per dues espècies de hiena: la hiena bruna, del sud d'Àfrica, i la hiena ratllada, de l'oest d'Àsia i el nord d'Àfrica. La hiena bruna ha estat catalogada de vegades dins del gènere Parahyaena, o fins i tot, inclosa en el gènere extint Pachycrocuta, però les fonts recents, tendeixen a col·locar-la dins el gènere Hyaena.
El crani de la hiena bruna és més gran que el de la hiena ratllada, amb el mascle lleugerament més gran que la femella, mentre que en el cas de les hienes ratllades, ambdós sexes tenen la mateixa mida. Les dues espècies són més petites que la hiena tacada, però més grans que el pròteles, i són carronyaires.